# Штральхорн
Штральхорн (нем. Strahlhorn) — вершина в Пеннинских Альпах в Швейцарии в кантоне Вале высотой 4190 метров над уровнем моря.

## Физико-географическая характеристика
Вершина Штральхорн расположена на юге кантона Вале в Швейцарии в нескольких километрах от границы с Италией. В 10 километрах на север от вершины расположена коммуна Зас-Фе, примерно на таком же расстоянии юг от вершины расположен массив Монте-Роза. Штральхорн почти полностью покрыт ледниками. Относительная высота вершины составляет 401 метр, главной вершиной по отношению к Штральхорну является ещё один четырёхтысячник Римпфишхорн. Штральхорн и Римпфишхорн соединены перевалом Альдерпасс (3789 метров). В 1994 году UIAA поместил Штральхорн в основной список официального перечня горных вершин-четырёхтысячников Альп. В этом списке Штральхорн находится на 35 месте по абсолютной высоте.

## История восхождений
Первое восхождение на вершину совершили альпинисты Эдмунд Й. Гренвиль и Кристофер Смит, сопровождаемые гидами Францем-Йозефом Анденматтеном и Ульрихом Лауенером, 15 августа 1854 года. Первое зимнее восхождение было совершено в 1901 году Генри Хуком и местными горными гидами Александером Теннлером и Каспаром Муром.

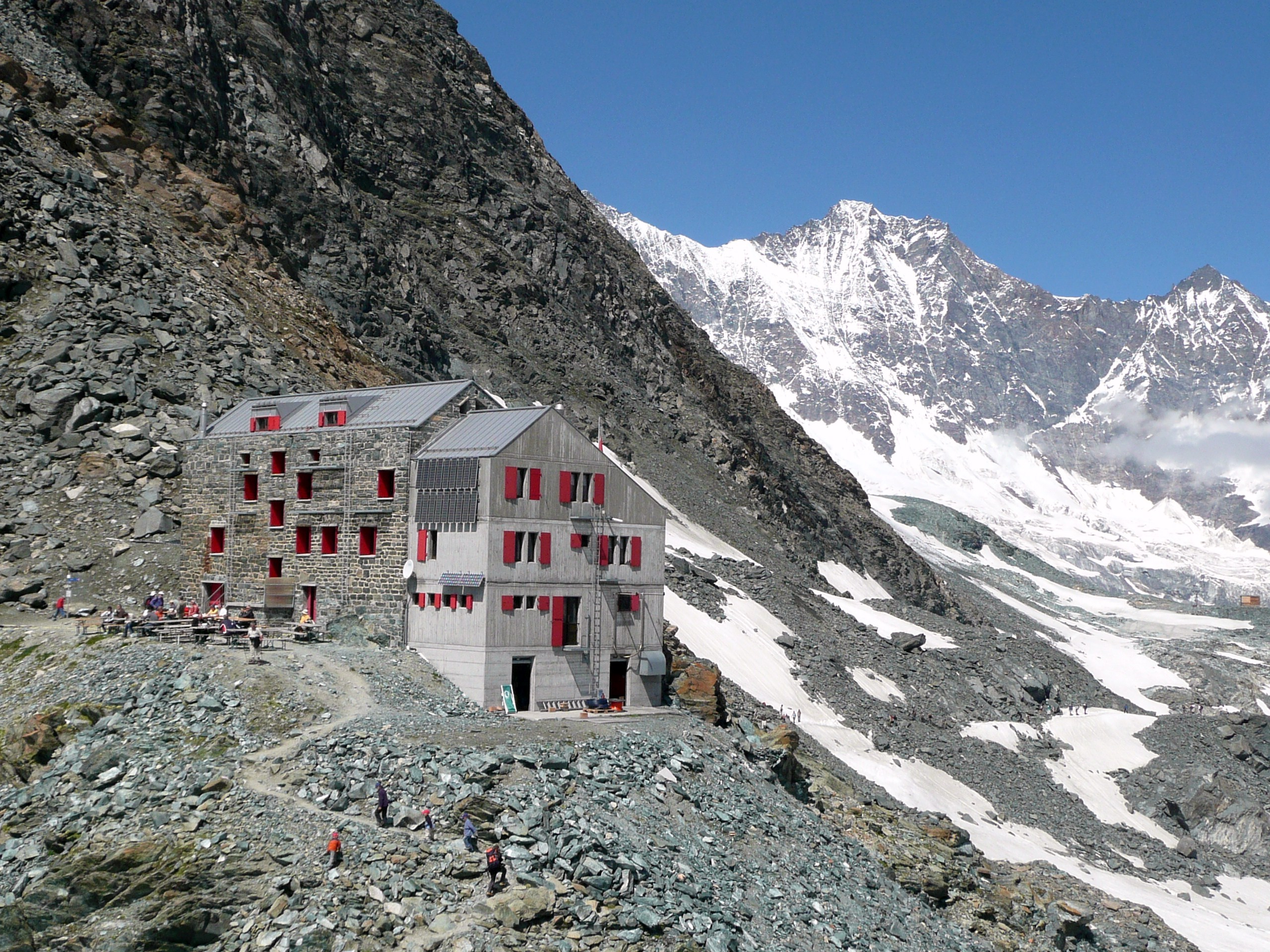
Горный приют «Британния»

## Маршруты восхождений
Классический маршрут восхождения на вершину начинается в горном приюте «Британния» на высоте 3030 метров. Маршрут проходит через ледники Холауб и Аллалин, затем после перевала Альдерпасс выводит на западно-юго-западное ребро Штральхорна, и далее на вершину. Маршрут имеет категорию сложности II по классификации UIAA.